# Gora Belosnezhka
Gora Belosnezhka är ett berg i Antarktis. Det ligger i Östantarktis. Argentina och Storbritannien gör anspråk på området. Toppen på Gora Belosnezhka är 915 meter över havet.
Terrängen runt Gora Belosnezhka är kuperad åt nordväst, men åt sydost är den platt. Trakten är obefolkad. Det finns inga samhällen i närheten.